# Aria Ruwhiu
Aria Ruwhiu es una deportista neozelandesa de origen australiano que compitió en judo. Ganó dos medallas en el Campeonato de Oceanía de Judo, en los años 1975 y 1979.

## Palmarés internacional
| Representando a Australia     |                              |                   |           |
| Campeonato de Oceanía         |                              |                   |           |
| Año                           | Lugar                        | Medalla           | Categoría |
| 1975                          | Christchurch (Nueva Zelanda) | Medalla de bronce | +63 kg    |
| Representando a Nueva Zelanda |                              |                   |           |
| Campeonato de Oceanía         |                              |                   |           |
| Año                           | Lugar                        | Medalla           | Categoría |
| 1979                          | Rotorua (Nueva Zelanda)      | Medalla de plata  | –72 kg    |